# Conseil départemental de La Réunion

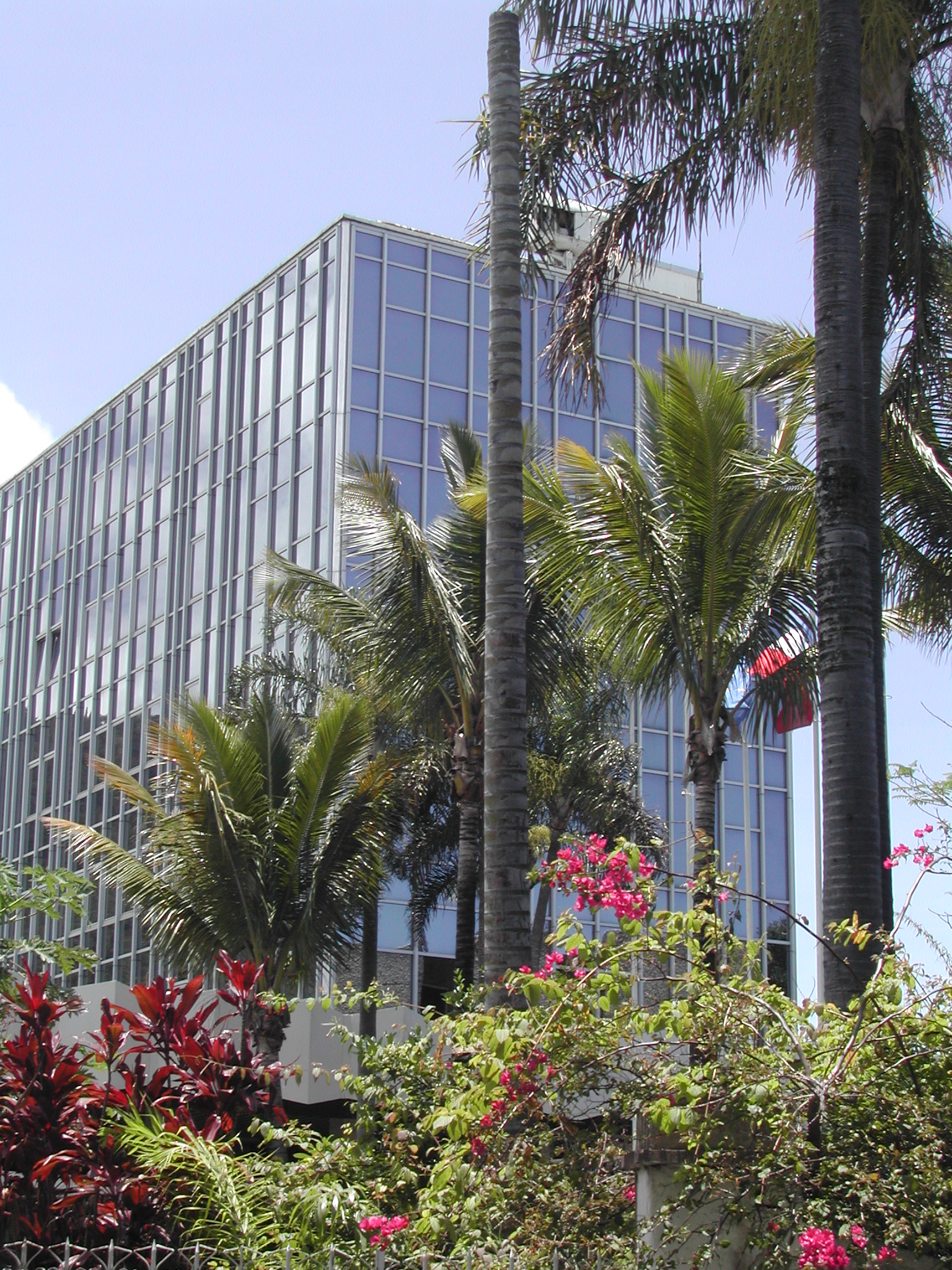
L'hôtel du département, couramment appelé palais de La Source.

Le conseil départemental de La Réunion est l'assemblée délibérante du département français d'outre-mer de La Réunion. Il est composé de 50 conseillers.
Renouvelé intégralement les 22 et 29 mars 2015, le conseil départemental est présidé depuis le 18 décembre 2017 par Cyrille Melchior.
Le conseil départemental siège à l'Hôtel du département, surnommé le palais de la Source à Saint-Denis.

## Histoire
L’ordonnance du 21 août 1825 réorganise l’administration de la Colonie et crée un Conseil général de 48 membres nommés par le roi (Charles X) pour une durée de 5 ans.
La Charte de 1830 apporte une certaine libéralisation : les députés de l'île sont élus directement par le Conseil Général. Puis la loi du 24 avril 1833 remplace le Conseil Général par un Conseil colonial de 30 membres élus pour cinq ans, qui sera supprimé en 1848 par la IIe République. C’est un sénatus-consulte du 3 mai 1854 qui rétablit un nouveau Conseil Général de 24 membres nommés pour moitié par le gouverneur et pour moitié par les conseils municipaux.
En juillet 1866, les pouvoirs du Conseil Général sont considérablement étendus : il fonctionne comme un véritable petit parlement local et exerce, par le vote du budget dans ses détails, une action prédominante sur l’administration.
La loi du 10 août 1871 règle l’organisation du Conseil Général dont les membres sont désormais élus au suffrage universel, à La Réunion comme en Métropole.
De 1834 à 1848, c'est l'actuel Muséum d'histoire naturelle de La Réunion qui sert de siège au conseil colonial puis au conseil général. De 1848 à 1863, le conseil général siège à l'Hôtel de préfecture de La Réunion, puis au Palais Rontaunay de 1863 à 1979. Enfin, à partir de 1979, il s'établit au Palais de la Source.

## Présidents
L'actuel président du conseil départemental de La Réunion est Cyrille Melchior, qui succède en décembre 2017 à Nassimah Dindar (UDI, élue en 2004 et réélue en 2008, 2011 et 2015), après son élection au Sénat.
| Période                            | Période                      | Identité                           | Étiquette                    | Étiquette                    |
| Président du conseil général       | Président du conseil général | Président du conseil général       | Président du conseil général | Président du conseil général |
| ---------------------------------- | ---------------------------- | ---------------------------------- | ---------------------------- | ---------------------------- |
| 1856                               | 1863                         | Charles Desbassayns                |                              |                              |
| 1867                               | 1867                         | Jean-Baptiste Gibert des Molières  |                              |                              |
| 1873                               | 1874                         | Jean Milhet-Fontarabie             |                              |                              |
| 1874                               | 1876                         | Théodore Drouhet                   |                              |                              |
| 1877                               | 1877                         | Charles Dureau de Vaulcomte        |                              |                              |
| 1878                               | 1879                         | Théodore Drouhet                   |                              |                              |
| 1879                               | 1882                         | Jean Milhet-Fontarabie             |                              |                              |
| 1883                               | 1883                         | Louis Victor Louvart de Pontlevoy  |                              |                              |
| 1884                               | 1884                         | Camille Jacob de Cordemoy          |                              |                              |
| 1885                               | 1885                         | Mazaé Azéma                        |                              |                              |
| 1886                               | 1886                         | Hilaire Bridet                     |                              |                              |
| 1887                               | 1887                         | Théodore Drouhet                   |                              |                              |
| 1888                               | 1888                         | Louis Brunet                       |                              |                              |
| 1889                               | 1889                         | Édouard Le Roy                     |                              |                              |
| 1890                               | 1890                         | Théodore Drouhet                   |                              |                              |
| 1891                               | 1891                         | Alexandre Emile Hugot              |                              |                              |
| 1892                               | 1892                         | Gabriel Lahuppe                    |                              |                              |
| 1893                               | 1894                         | Denis Godefroy Le Cocq du Tertre   |                              |                              |
| 1895                               | 1895                         | Fortuné Naturel                    |                              |                              |
| 1899                               | 1900                         | Charles le Vigoureux de Kermorvant |                              |                              |
| 1901                               | 1902                         | Alexandre Emile Hugot              |                              |                              |
| 1902                               | 1902                         | Jules Hermann                      |                              |                              |
| 1903                               | 1903                         | Denis Godefroy Le Cocq du Tertre   |                              |                              |
| 1904                               | 1904                         | Albert Blay                        |                              |                              |
| 1906                               | 1910                         | Denis Godefroy Le Cocq du Tertre   |                              |                              |
| 1912                               | 1912                         | Anatole Hugot                      |                              |                              |
| 1913                               | 1920                         | Jules Auber                        |                              |                              |
| 1920                               | 1934                         | Adrien Lagourgue                   |                              |                              |
| 1934                               | 1937                         | Gabriel Martin                     |                              |                              |
| 1937                               | 1945                         | Raoul Nativel                      |                              |                              |
| 1945                               | 1946                         | Paul Picaud                        |                              |                              |
| 1946                               | 1946                         | Léon de Lépervanche                |                              | CRADS                        |
| 1946                               | 1949                         | Roger Vidot                        |                              | CRADS                        |
| 1949                               | 1966                         | Roger Payet                        |                              | DVD                          |
| 1966                               | 1967                         | Marcel Cerneau                     |                              | CD                           |
| 1967                               | 1982                         | Pierre Lagourgue                   |                              | UDR puis RPR                 |
| 1982                               | 1988                         | Auguste Legros                     |                              | RPR                          |
| 1988                               | 1994                         | Éric Boyer                         |                              | RPR (app.)                   |
| 1994                               | 1998                         | Christophe Payet                   |                              | PS                           |
| 1998                               | 2004                         | Jean-Luc Poudroux                  |                              | UDF puis UMP                 |
| 2004                               | 2015                         | Nassimah Dindar                    |                              | UMP/DS                       |
| Président du conseil départemental |                              |                                    |                              |                              |
| 2015                               | 2017                         | Nassimah Dindar                    |                              | AC-UDI                       |
| 2017                               | En cours                     | Cyrille Melchior                   |                              | LR                           |

### Galerie de portraits

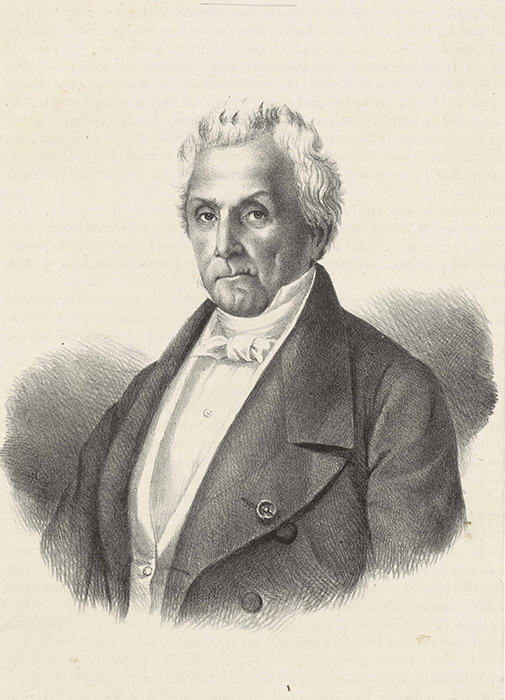
Charles Desbassayns 1856-1863
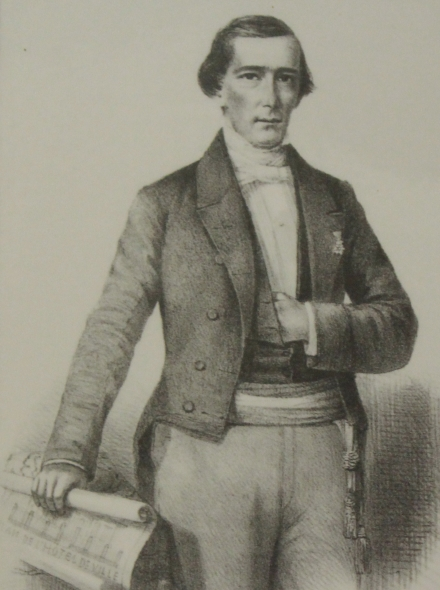
Jean-Baptiste Gibert des Molières 1867
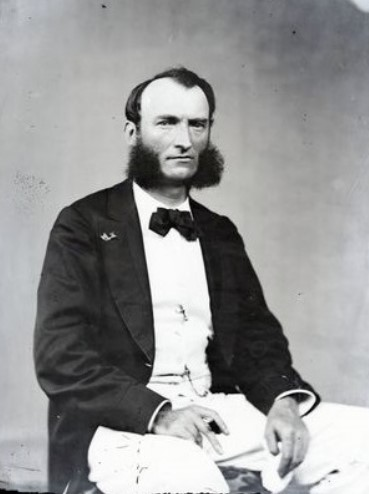
Jean Milhet-Fontarabie 1873-1874, 1879-1882
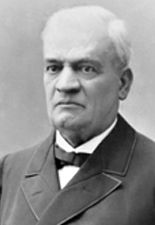
Thédore Drouhet 1876-1876, 1878-1879, 1887, 1890
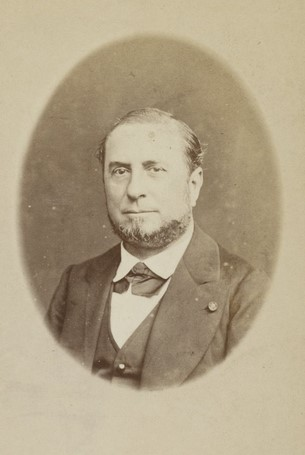
Hilaire Bridet 1886
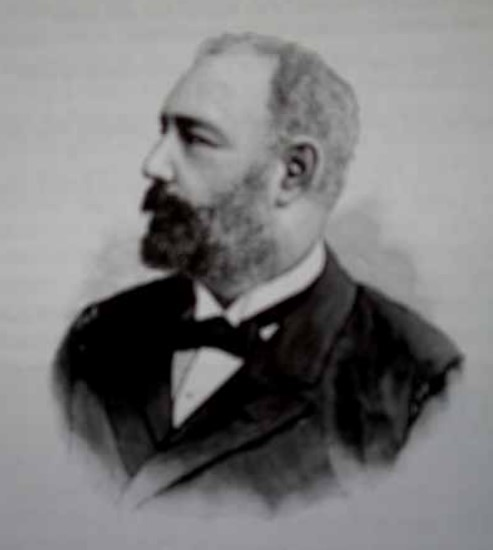
Louis Brunet  1888
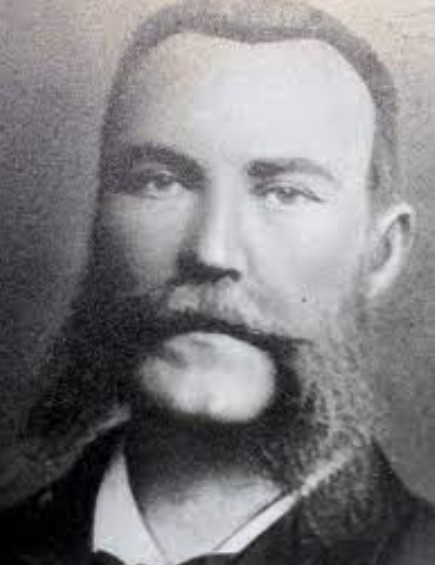
Denis Le Cocq du Tertre 1893-1894, 1903, 1906-1910
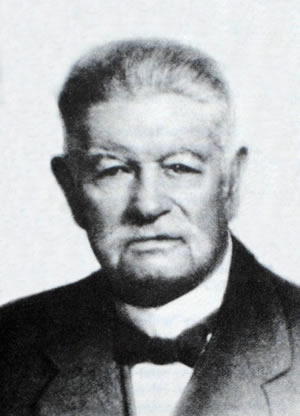
Jules Hermann 1902
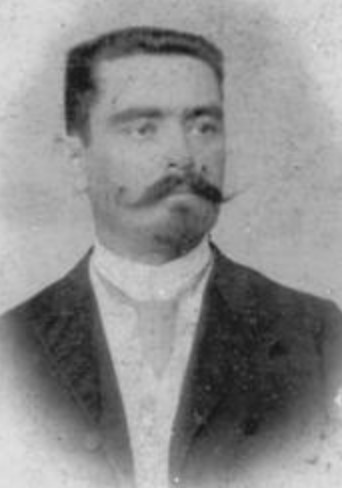
Anatole Hugot 1912
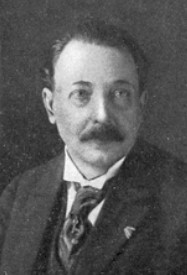
Jules Auber 1913-1920
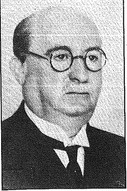
Adrien Lagourgue 1920-1934
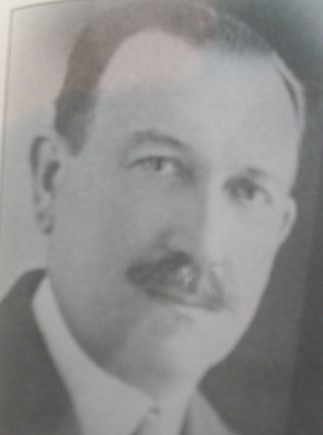
Gabriel Martin 1934-1937
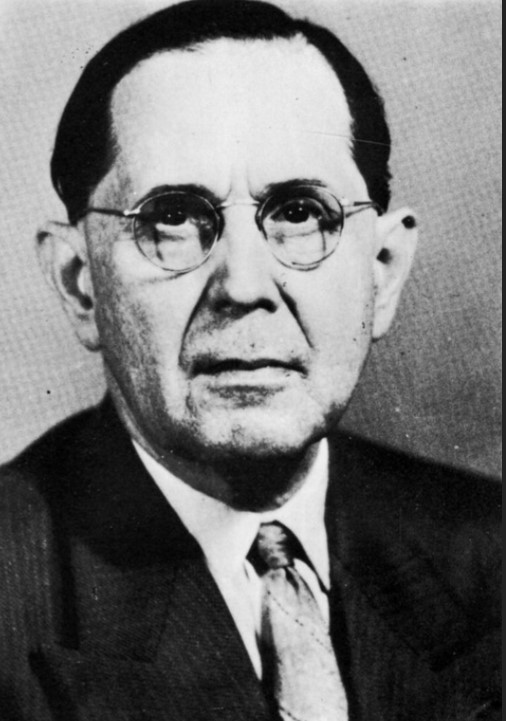
Raoul Nativel 1937-1945
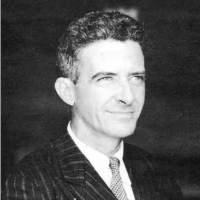
Léon de Lepervanche 1946
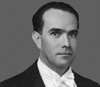
Roger Vidot 1946-1949
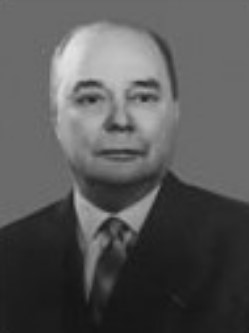
Roger Payet 1949-1966
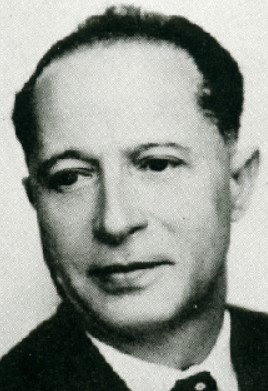
Marcel Cerneau 1966-1967
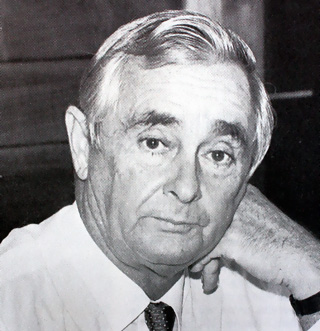
Pierre Lagourgue 1967-1982
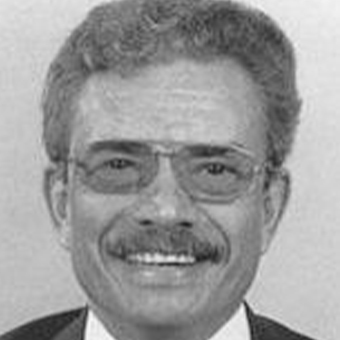
Eric Boyer 1988-1994
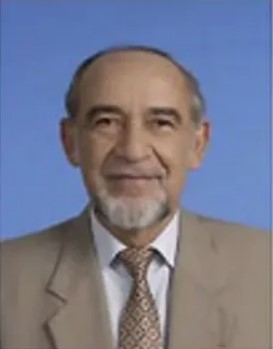
Christophe Payet 1994-1998
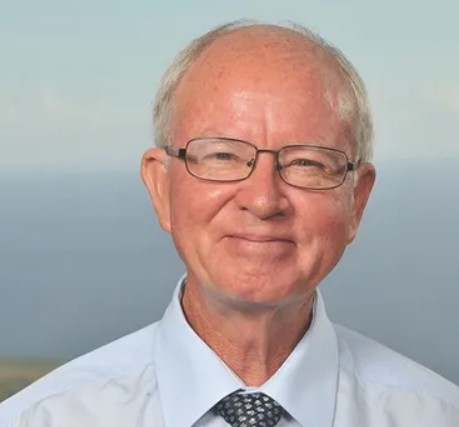
Jean-Luc Poudroux 1998-2004
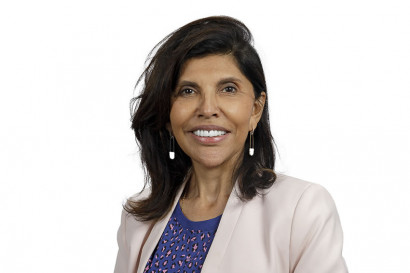
Nassimah Dindar 2004-2017
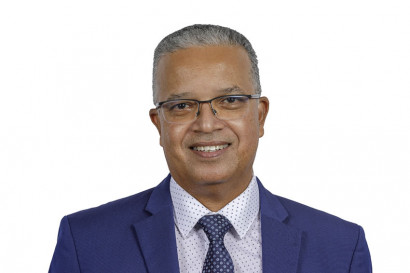
Cyrille Melchior 2017-

## Vice-présidences
Outre la présidence, l'exécutif comporte 15 vice-présidences. 

### Mandature 2021-2028
|     | Identité                   | Parti | Parti | Délégation | Canton         |
| --- | -------------------------- | ----- | ----- | --- | -------------- |
| 1er | Serge Éric Hoareau         |       | DVD   | Affaires agricoles, européennes et institutionnelles | Saint-Pierre-3 |
| 2e  | Laurence Mondon            |       | DVD   | Développement des Hauts | Le Tampon-1    |
| 3e  | Jean-Marie Virapoullé      |       | UDI   | Coordination de l'action sociale et stratégie de prévention et d'inclusion sociale, conventions territoriales de solidarité (volet social), prévention santé, réforme des dispositifs d'aides sociales | Saint-André-2  |
| 4e  | Béatrice Sigismeau         |       | LR    | Affaires culturelles et insertion par l'économie marchande, achat et commande publique | Saint-Pierre-2 |
| 5e  | Rémy Lagourgue             |       | DVD   | Insertion par l'économie sociale et solidaire et les filières innovantes | Sainte-Marie   |
| 6e  | Flora Augustine-Etcheverry |       | DVD   | Prévention des violences intra-familiales | Saint-Louis-1  |
| 7e  | Bruno Domen                |       | MoDem | Tourisme | Saint-Leu      |
| 8e  | Sophie Arzal               |       | DVD   | Épanouissement de la jeunesse, innovation et modernisation de l'action du département | Saint-Benoît-1 |
| 9e  | Jeannick Atchapa           |       | DVC   | Affaires générales, finances et habitat | Saint-André-3  |
| 10e | Augustine Romano           |       | DVC   | Protection maternelle et infantile | Le Tampon-2    |
| 11e | Éric Ferrère               |       | DVC   | Travaux bâtimentaires et valorisation du patrimoine | L'Étang-Salé   |
| 12e | Camille Clain              |       | DVD   | Environnement et développement durable | Saint-Louis-2  |
| 13e | Gilles Hubert              |       | CREA  | Gestion de l'eau et aménagements hydrauliques, participation citoyenne | La Possession  |
| 14e | Thérèse Ferdé              |       | LR    | Accompagnement des personnes âgées | Saint-Pierre-1 |
| 15e | Philippe Potin             |       | LR    | Développement du sport et bien être | Saint-Pierre-2 |

## Composition
Le conseil départemental de La Réunion compte 50 membres.
| Président du conseil départemental   |       |       |      |                                                     |
| Cyrille Melchior (LR)                |       |       |      |                                                     |
| Parti                                | Sigle | Sigle | Élus | Groupes                                             |
| Majorité (37 sièges)                 |       |       |      |                                                     |
| Divers droite                        |       | DVD   | 13   | Plateforme de l'Union de la droite                  |
| Les Républicains                     |       | LR    | 11   | Plateforme de l'Union de la droite                  |
| Union des démocrates et indépendants |       | UDI   | 6    | Plateforme de l'Union de la droite                  |
| Objectif Réunion                     |       | OR    | 3    | Plateforme de l'Union de la droite                  |
| Divers droite                        |       | DVD   | 4    | Tampon avenir                                       |
| Opposition (13 sièges)               |       |       |      |                                                     |
| Parti socialiste                     |       | PS    | 5    | La Gauche unie                                      |
| Pour La Réunion                      |       | PLR   | 2    | La Gauche unie                                      |
| Génération écologie                  |       | GÉ    | 1    | La Gauche unie                                      |
| Parti communiste réunionnais         |       | PCR   | 3    | Ensemble pour le développement durable et solidaire |
| Mouvement démocrate                  |       | MoDem | 2    | La Politique autrement                              |

## Identité visuelle

Ancien logo de la Réunion (conseil général)
Logo de la Réunion (conseil départemental)